# Thông tin sai lệch về việc Nga xâm lược Ukraina

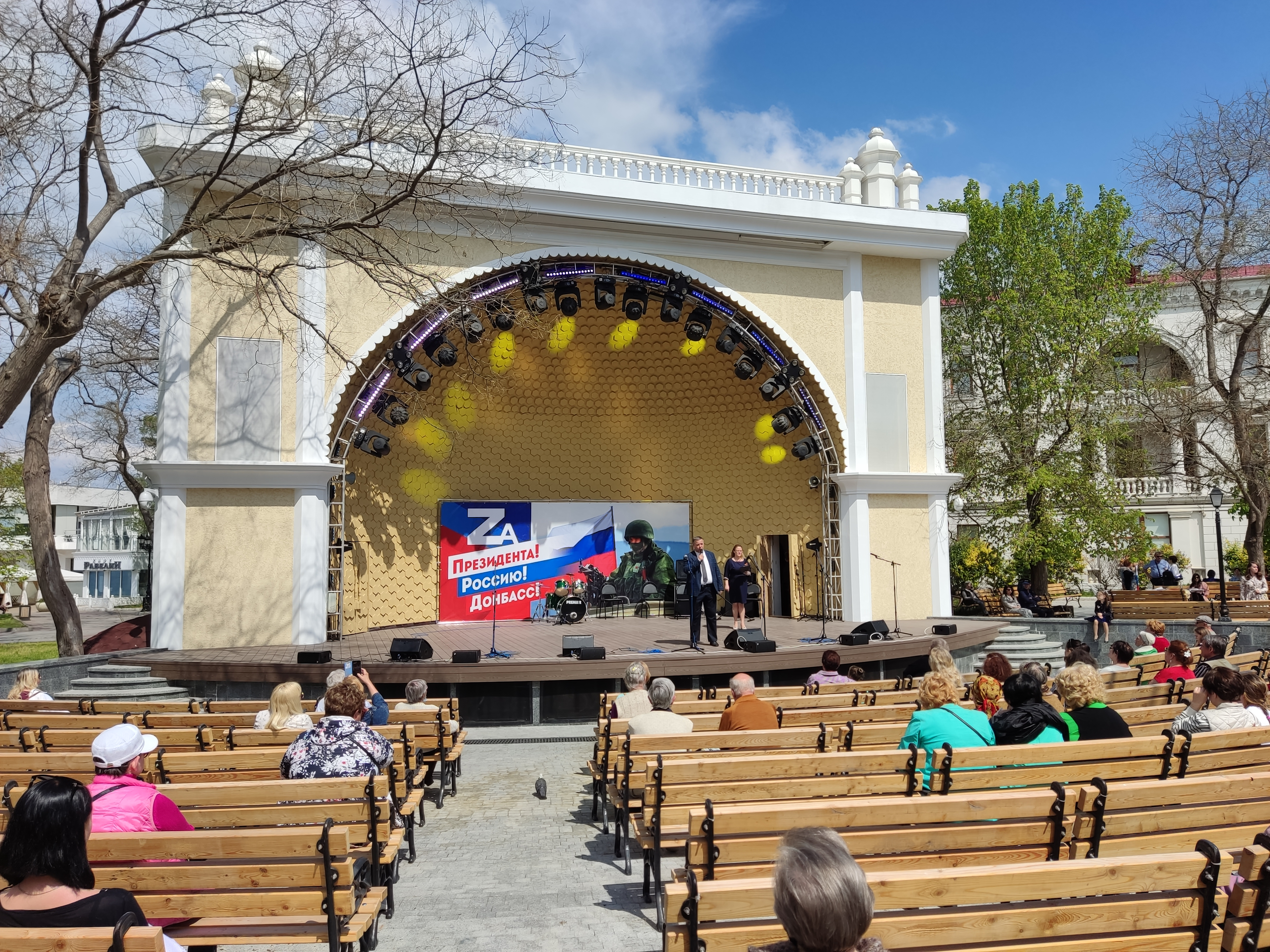
Một cuộc mít tinh tuyên truyền của Nga ở Sevastopol, tháng 4 năm 2022, miêu tả Nga xâm lược Ukraina như một sự bảo vệ Donbas. Khẩu hiệu có nội dung: "Vì Tổng thống! Vì nước Nga! Vì Donbas!"

Trong quá trình Nga xâm lược Ukraina, nhà nước Nga và các phương tiện truyền thông do nhà nước kiểm soát bị cáo buộc đã truyền bá thông tin sai lệch trong cuộc cuộc chiến thông tin chống lại Ukraina. Tương tự, các phương tiện truyền thông và chính trị gia Ukraina cũng bị cáo buộc sử dụng tuyên truyền và lừa dối, mặc dù so với chiến dịch thông tin sai lệch của Nga có số lượng ít hơn. 
Các câu chuyện tuyên truyền và tin giả của Nga đã tấn công quyền tồn tại của Ukraina và cáo buộc đây là nhà nước Quốc xã mới, phạm tội diệt chủng chống lại người nói tiếng Nga, phát triển vũ khí hạt nhân và sinh học, và là bị ảnh hưởng bởi chủ nghĩa Satan. Bộ tuyên truyền của Nga cũng cáo buộc NATO kiểm soát Ukraine và xây dựng cơ sở hạ tầng quân sự ở Ukraine để đe dọa Nga. Một số thông tin sai lệch này đã được lan truyền bởi lữ đoàn web của Nga. Nó đã bị bác bỏ rộng rãi vì cho rằng không đúng sự thật và được tạo ra để biện minh cho cuộc xâm lược và thậm chí để biện minh cho các hành động diệt chủng chống lại người Ukraina. Nhà nước Nga đã phủ nhận việc thực hiện tội ác chiến tranh ở Ukraina, và thay vào đó, truyền thông Nga đã đổ lỗi một số tội ác trong số đó cho lực lượng Ukraina. Một số thông tin sai lệch nhằm mục đích làm suy yếu sự hỗ trợ quốc tế dành cho Ukraina và kích động thái độ thù địch chống lại người tị nạn Ukraina.
Thông tin sai lệch của Nga đã lan rộng và thành công ở chính nước Nga, nhờ kiểm duyệt tin tức chiến tranh và kiểm soát nhà nước của hầu hết các phương tiện truyền thông. Do lượng thông tin sai lệch, truyền thông Nga đã bị hạn chế và danh tiếng của nước này đã bị hoen ố ở nhiều phương Tây và các nước phát triển. Tuy nhiên, nhà nước Nga đã thành công hơn trong việc truyền bá quan điểm của mình ở nhiều các nước đang phát triển. Đặc biệt, truyền thông nhà nước Trung Quốc phần lớn có thiện cảm với phía Nga và đã nhiều lần kiểm duyệt tin tức chiến tranh hoặc sao chép tin tức giả và thông tin sai lệch của Nga.
Mô tả về thông tin sai lệch do Ukraina tài trợ đã tập trung vào các báo cáo quá lạc quan về chiến tranh và quảng bá những câu chuyện yêu nước.

## Chủ đề Nga
Thông tin sai lệch (lời nói dối hoặc cường điệu nhằm gây ảnh hưởng đến quan điểm) đã được nhà nước Nga, các phương tiện truyền thông do nhà nước kiểm soát, các nhà tuyên truyền và các quân đoàn mạng của Nga lan truyền như một phần của cuộc xâm lược Ukraina của Nga. Mục đích của chiến dịch thông tin này là xây dựng sự ủng hộ cho cuộc xâm lược của Nga và làm suy yếu sự phản đối cuộc xâm lược. Chiến dịch thông tin này cũng tìm cách gây mất đoàn kết giữa các nước phương Tây ủng hộ Ukraina; để chống lại NATO; và để che đậy hoặc tạo ra sự phủ nhận chính đáng cho tội ác chiến tranh của Nga.

### Bác bỏ dân tộc và nhà nước Ukraina
Chiến dịch tuyên truyền của chính quyền Nga đã nhắm mục tiêu vào tính hợp pháp của quốc gia Ukraina và bản sắc dân tộc người Ukraina, miêu tả người Ukraina là "Tiểu Nga" hoặc "một phần của quốc gia toàn Nga". Đây là chủ đề trong luận điệu của chủ nghĩa đế quốc và chủ nghĩa dân tộc Nga kể từ thế kỷ 17. Trong nhiều năm, Tổng thống Nga Vladimir Putin đã hoài nghi về tính chính danh của dân tộc Ukraina và tính hợp pháp của đất nước này.
Trong bài tiểu luận năm 2021 "Về sự thống nhất lịch sử giữa người Nga và người Ukraina", Putin khẳng định "không có cơ sở lịch sử" cho "ý tưởng coi người Ukraina là một dân tộc tách biệt với người Nga". Kể từ đó, thông tin chính thức và truyền thông của Nga cho rằng Ukraina luôn là của Nga.. Björn Alexander Düben, giáo sư về các vấn đề quốc tế, viết rằng "Những tuyên bố lịch sử của Putin không phù hợp với sự xem xét kỹ lưỡng về mặt học thuật nghiêm túc" và rằng ông ấy đang "theo đuổi một quan điểm chủ nghĩa đế quốc mới đề cao sự đàn áp kéo dài hàng thế kỷ của Nga. cai trị Ukraina, đồng thời coi Nga là nạn nhân của 'chủ nghĩa đế quốc Mỹ".
Dmitry Medvedev, phó chủ tịch Hội đồng An ninh Nga và cựu tổng thống Nga, đã viết rằng "Ukraina KHÔNG phải là một quốc gia, mà là các vùng lãnh thổ được thu thập một cách nhân tạo" và rằng tiếng Ukraina "KHÔNG phải là một ngôn ngữ" mà là một "phương ngữ lai" của tiếng Nga. Ông nói rằng quốc gia Ukraina không nên tồn tại dưới bất kỳ hình thức nào và Nga sẽ tiếp tục tiến hành chiến tranh chống lại bất kỳ quốc gia Ukraina độc lập nào.
Việc từ chối tình trạng một dân tộc như vậy được cho là một phần trong chiến dịch kích động diệt chủng của chính quyền Nga. Báo cáo viên đặc biệt của Liên Hiệp Quốc đã lên án chính quyền chiếm đóng của Nga vì đã cố gắng "xóa bỏ văn hóa, lịch sử và ngôn ngữ [Ukraina] địa phương" và buộc phải thay thế chúng bằng ngôn ngữ và văn hóa Nga.
Sau cuộc cách mạng Ukraina 2014, truyền thông Nga miêu tả chính quyền Ukraina là bất hợp pháp, gọi họ là "chế độ Kiev" hoặc "chính quyền Quốc xã/phát xít". Putin nói rằng họ "được lãnh đạo bởi một nhóm nghiện ma túy và những kẻ theo chủ nghĩa phát xít mới".", và tuyên bố Ukraina "dưới sự kiểm soát bên ngoài" của phương Tây hoặc Hoa Kỳ.
Vào tháng 2 năm 2024, Tổng thống Nga Putin tuyên bố rằng chiến tranh Nga-Ukraina có "các yếu tố của một cuộc nội chiến" và "người dân Nga sẽ được đoàn tụ", trong khi Giáo hội Chính thống Ukraina (một nhánh của Giáo hội Chính thống Nga, mà chủ yếu là ủng hộ Nga xâm lược Ukraina và bắt buộc công khai cầu nguyện cho chiến thắng quân sự trước Ukraina) "tập hợp linh hồn của chúng ta". Tuy nhiên, trên trang web chính thức của chính phủ Ukraina có tuyên bố rằng người Ukraina và người Nga không phải là "một dân tộc" và người Ukraina tự nhận mình là một dân tộc độc lập. Một cuộc thăm dò được thực hiện vào tháng 4 năm 2022 bởi "Rating" cho thấy đại đa số (91%) người Ukraina (không bao gồm lãnh thổ Ukraina bị Nga chiếm đóng) không ủng hộ luận điểm rằng "Người Nga và người Ukraina là một dân tộc".

### Cáo buộc Phát xít
Putin đã tuyên bố sai rằng chính phủ Ukraina là tân phát xít và tuyên bố rằng một trong những mục tiêu của ông là "phi phát xít hóa Ukraina". Tuyên bố của Putin đã được Ngoại trưởng Nga Sergey Lavrov lặp lại trong bài phát biểu trước Hội đồng Nhân quyền Liên Hợp Quốc; nhiều nhà ngoại giao bước ra ngoài để biểu thị sự phản đối. Những tuyên bố này được lặp đi lặp lại trên các phương tiện truyền thông Nga để biện minh cho cuộc chiến. Vào tháng 4 năm 2022, hãng thông tấn nhà nước Nga RIA Novosti đăng một bài báo của Timofey Sergeytsev, "Nga nên làm gì với Ukraina", nơi ông lập luận rằng Ukraina và tính chính danh của dân tộc Ukraina phải bị xóa bỏ, bởi vì ông tuyên bố hầu hết người Ukraina ít nhất là "những kẻ phát xít thụ động". Đến tháng 5, những đề cập đến việc phi phát xít hóa Ukraina trên các phương tiện truyền thông Nga bắt đầu giảm dần, được cho là vì nó không thu hút được sự chú ý của công chúng Nga.

Những cáo buộc này về chủ nghĩa Quốc xã đối với chính quyền Ukraina bị nhiều người bác bỏ là không đúng sự thật và là một phần của chiến dịch thông tin sai lệch của Nga nhằm biện minh cho cuộc xâm lược, với nhiều người chỉ ra rằng Tổng thống Ukraina Volodymyr Zelenskyy là người Do Thái và có người thân là nạn nhân của Holocaust. Một số nhà sử học hàng đầu thế giới về Chủ nghĩa Quốc xã và Holocaust đã đưa ra tuyên bố bác bỏ tuyên bố của Putin, được hàng trăm nhà sử học và học giả khác về chủ đề này ký tên. Trích dẫn:
"Chúng tôi cực lực phản đối ... việc chính phủ Nga đánh đồng giữa nhà nước Ukraina với chế độ phát-xít nhằm để biện minh cho hành động gây hấn vô cớ của họ. Lời lẽ khoa trương này sai về mặt thực tế, đáng ghê tởm về mặt đạo đức và xúc phạm sâu sắc đến ký ức của hàng triệu nạn nhân của chủ nghĩa phát xít và những người đã dũng cảm chiến đấu chống lại nó."

Các tác giả nói rằng Ukraina "có những kẻ cực đoan cánh hữu và các nhóm bài ngoại bạo lực" giống như bất kỳ quốc gia nào, nhưng "không điều nào trong số này biện minh cho sự xâm lược của Nga và sự mô tả sai lầm trắng trợn về Ukraina". Bảo tàng bang Auschwitz-Birkenau lên án tuyên bố của Putin, nói rằng "một lần nữa, những người vô tội đang bị giết hoàn toàn vì chứng cuồng loạn giả đế quốc điên rồ".Bảo tàng Tưởng niệm Holocaust Hoa Kỳ và Yad Vashem lên án việc Putin lạm dụng lịch sử Holocaust. Người Do Thái Ukraina cũng bác bỏ tuyên bố Ukraina là một quốc gia tân phát-xít.
Những tuyên bố của Điện Kremlin về chủ nghĩa Quốc xã chống lại Ukraina một phần là một nỗ lực nhằm khơi dậy sự ủng hộ cho cuộc chiến của người dân nước này. Tuyên truyền của Nga đã coi đây là sự tiếp nối của "Chiến tranh Vệ quốc vĩ đại" của Liên Xô chống lại Phát xít Đức, mặc dù Nga ủng hộ các nhóm cực hữu trên khắp châu Âu. Theo lời của Miriam Berger cho The Washington Post, " lời hùng biện về 'cuộc chiến chống lại chủ nghĩa phát xít' gây được tiếng vang sâu sắc ở Nga, quốc gia đã chịu tổn thất nặng nề trong cuộc chiến chống lại Đức Quốc xã". Một số Hình ảnh Liên Xô đã được sử dụng như một phần của nỗ lực tuyên truyền này và cờ Ukraina đã được thay thế bằng Biểu ngữ chiến thắng ở một số thị trấn bị chiếm đóng.

### Cáo buộc gây hấn của NATO
Thông tin tuyên truyền của Nga thường tuyên bố rằng NATO đã kích động cuộc xâm lược và Nga phải xâm chiếm Ukraina để tự vệ. Trong bài phát biểu tuyên bố tấn công, Putin đã tuyên bố sai lầm rằng NATO đã xây dựng cơ sở hạ tầng quân sự ở Ukraina và đe dọa Nga. Ukraina không phải là thành viên của NATO, nhưng Putin tuyên bố rằng nước này nằm dưới sự kiểm soát của NATO. Sau khi cuộc xâm lược bắt đầu, truyền thông nhà nước Nga đã đưa tin sai sự thật rằng một số đơn vị quân đội Ukraina nằm dưới sự chỉ huy của NATO, và hàng nghìn binh sĩ NATO đã thiệt mạng. Chính phủ Nga cáo buộc NATO tiến hành một "cuộc chiến ủy nhiệm" chống lại Nga vì các thành viên của NATO đã gửi viện trợ quân sự cho Ukraine sau cuộc xâm lược.
NATO là một liên minh an ninh tập thể gồm 32 quốc gia thành viên, tương tự như CSTO mà Nga là thành viên. Bên ngoài các quốc gia thành viên, NATO chỉ có sự hiện diện quân sự ở Kosovo và Iraq, theo yêu cầu của chính phủ các nước này.. Năm 2002, Putin nói mối quan hệ của Ukraina với NATO không phải là mối lo ngại của Nga, và NATO và Nga hợp tác cho đến khi Liên bang Nga sáp nhập Krym. NATO cho biết họ không có chiến tranh với Nga; chính sách chính thức của nước này là không tìm kiếm sự đối đầu mà ủng hộ "quyền tự vệ của Ukraina, như được quy định trong Chương VII của Hiến chương Liên Hiệp Quốc". Lawrence Freedman đã viết rằng việc gọi Ukraina là "người được ủy nhiệm" của NATO ngụ ý sai rằng "Người Ukraina chỉ chiến đấu vì NATO đã buộc họ phải làm điều đó, chứ không phải vì lý do rõ ràng hơn là họ đã phải hứng chịu một cuộc xâm lược tàn khốc". Ông nói rằng việc đánh bại cuộc xâm lược có thể ngăn chặn chủ nghĩa bành trướng hơn nữa của Nga, "một phần thưởng cho NATO", nhưng bất kỳ sự suy yếu nào của Nga sẽ là do "sự điên rồ của Moskva ...không phải ý định của NATO". Geraint Hughes nói rằng việc gọi Ukraine là "người được ủy nhiệm" của NATO là xúc phạm và coi thường người Ukraina, phủ nhận quyền tự chủ của họ và ngụ ý rằng họ không thực sự có ý chí bảo vệ đất nước của mình.